# جون بير (مؤرخ المسيحية)
جون بير (بالإنجليزية: John Behr)‏ هو قسيس وأستاذ جامعي أمريكي، ولد في 16 أكتوبر 1966.